# Apóstolos Tsitsipás
Apóstolos Tsitsipás (grec moderne : Απόστολος Τσιτσιπάς ; né le 24 décembre 1967) est un entraîneur de tennis grec. Il est le père et l'entraîneur du joueur Stéfanos Tsitsipás, qui a atteint la 3e place du classement ATP. Apóstolos Tsitsipás est l'époux de l'ancienne joueuse de tennis Julia Apostoli.

## Carrière
Tsitsipás a grandi dans le village de Proástio en Thessalie. Dans sa jeunesse, il se focalise principalement sur le football et le basketball, mais son frère et lui s'amusent souvent à jouer au tennis avec des raquettes de bois sur un terrain d'herbe fait à la main. Toutefois, membre de l'équipe de Grèce de football, il décide de poursuivre le tennis sérieusement à l'âge de 20 ans en étudiant les sciences du sport à l'Université d'Athènes. Il joue son premier tournoi de tennis à 23 ans, mais ne parvient pas à remporter de point au classement ATP.
Tsitsipás a épousé l'ancienne joueuse de tennis Julia Salnikova après l'avoir rencontrée en 1991 lorsqu'elle était juge de lignes dans le tournoi WTA d'Athènes,. 
Il étudie les techniques de coaching à Vienne et à Berlin pour plusieurs années avant retourner à Athènes pour travailler comme entraîneur de tennis. Julia et lui entrainent leur fils Stéfanos, leur premier enfant, dès l'âge de trois ans. Alors que Stéfanos voyait advenir son succès comme junior, Tsitsipás a quitté son emplois d'enseignement à un lycée pour voyager avec son fils à temps plein,,. Apostolos joue occasionnellement de 2003 à 2010 dans la catégorie Masters. Il atteint son meilleur classement (310e) en 2006. Il est également capitaine de l'équipe de Grèce à l'ATP Cup (2020-2022).

## Vie personnelle
Tous les enfants de Tsitsipás ont joué au tennis en compétition : Stéfanos (né en 1998), Pétros (né en 2000), Pavlos (né en 2005) et Elisavet (née en 2008).